# Exilcrus
Exilcrus is een geslacht van wantsen uit de familie van de Naucoridae (Zwemwantsen). Het geslacht werd voor het eerst wetenschappelijk beschreven door Zhang in Yao.

## Soorten
Het genus bevat de volgende soort:

- Exilcrus cameriferus Zhang, Yao, Ren & Zhao, 2011